# Boazo
Boazo (llamada oficialmente Santa María de Boazo) es una parroquia y un lugar del municipio español de La Teijeira, en la provincia de Orense, Galicia.

## Organización territorial
La parroquia está formada por tres entidades de población:

### Entidades de población
Entidades de población que forman parte de la parroquia:
- Boazo
- Nogueira

### Despoblado
Despoblado que forma parte de la parroquia:
- Casas do Monte

## Demografía

### Parroquia
| Gráfica de evolución demográfica de Boazo (parroquia) entre 2000 y 2023 |
|                                                                         |
| Datos según el nomenclátor publicado por el INE.                        |

### Lugar
| Gráfica de evolución demográfica de Boazo (lugar) entre 2000 y 2023 |
|                                                                     |
| Datos según el nomenclátor publicado por el INE.                    |